# Naxos & Mikres Kyklades
Naxos & Mikres Kyklades (Grieks: Νάξος & Μικρές Κυκλάδες) is sedert 2011 een fusiegemeente in de Griekse bestuurlijke regio (periferia) Zuid-Egeïsche Eilanden.
De zes deelgemeenten (dimotiki enotita) van de fusiegemeente zijn:
- Donousa (Δονούσα)
- Drymalia (Δρυμαλία)
- Iraklia (Ηρακλειά of Ηρακλειά (νησίδα))
- Koufonisia (Κουφονήσια)
- Naxos (Νάξος)
- Schoinoussa (Σχοινούσσα)